# Wappenbuch des Westfälischen Adels

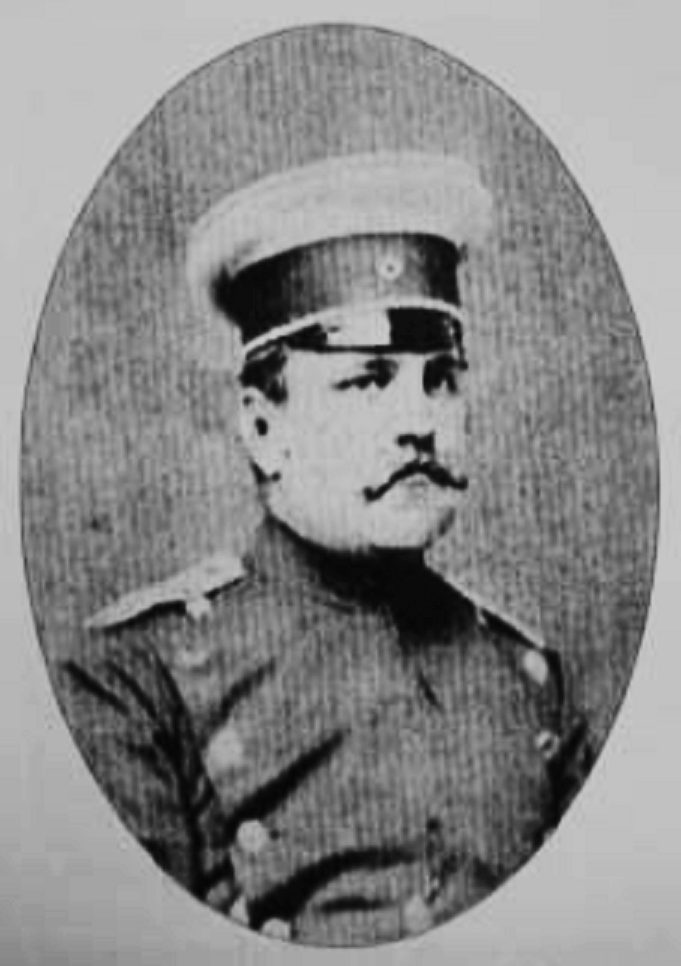
Max von Spießen als Offizier vor 1880

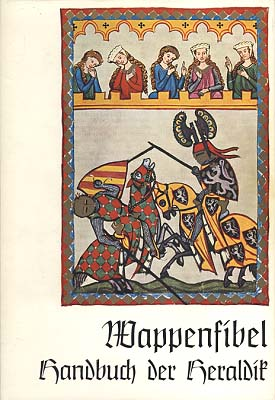
Umschlag des Buchs: Wappenfibel – Handbuch der Heraldik von Adolf Matthias Hildebrandt

Das Wappenbuch des Westfälischen Adels ist eine Sammlung über die Wappen der  westfälischen Adelsgeschlechter. Das Wappenbuch wurde in den Jahren 1901 bis 1903 von Max von Spießen (1852–1921), mit Zeichnungen von Adolf Matthias Hildebrandt (1844–1918), herausgegeben.

## Geschichte
Das Wappenbuch ist das erste und bedeutendste Werk des Max von Spießen. Eine gesamte Aufstellung der Stammtafeln des westfälischen Adels, wie Spießen sie angekündigt hatte, blieb aus. In seinem Vorwort schreibt der Verfasser: 

„Mit den nachfolgenden Blättern sende ich die erste Lieferung des Wappenbuches des Westfälischen Adels in die Welt. Möge dasselbe überall da, wo es ankommt, freundlich aufgenommen werden und eine bleibende Stätte finden. Es ist ein mit unendlicher Mühe zusammengetragenes Werk, die Frucht der Arbeit langer Jahre.“

## Beschreibung
Die Sammlung besteht aus zwei Bänden, die in Görlitz herausgegeben wurden, der erste Band ist ein Textbuch mit Verzeichnis, der zweite Band ist der ergänzende Bildband und besteht aus
- einem Verzeichnis
- einem Register
- den Tafeln 1–354,
- einem Nachtrag (Tafel 1–9)
- und einem Anhang mit der Beschreibung  der einfachen Heroldsstücke (A) und Natürlichen Figuren (B).

In den beiden Anhängen (A und B) beschreibt Spießen in Einzelheiten die verschiedenen Heroldstücke und erklärt weiterhin an Beispielen die natürliche Figuren in der Heraldik.